# Reggio Calcio a 5 2005-2006
Questa pagina raccoglie i dati riguardanti il Reggio Calcio a 5, squadra di calcio a 5 militante in serie A, nelle competizioni ufficiali del 2005-2006. Lo sponsor principale era "Lab Infissi".

## Rosa
| N° | Naz.                | Ruolo      | Sportivo                           | Anno     |  |  |
| -- | ------------------- | ---------- | ---------------------------------- | -------- |  |  |
|    | Brasile (bandiera)  | PIV        | Cantagalo                          | 16.10.80 |  |  |
|    | Brasile (bandiera)  | DIF        | Fininho                            | 15.01.82 |  |  |
|    | Brasile (bandiera)  | LAT        | Gildemario                         | 16.07.82 |  |  |
|    | Brasile (bandiera)  | PIV        | Rafael Gagliardi Lacau da Silveira | 26.12.78 |  |  |
|    | Italia (bandiera)   | POR        | Salvatore Lo Gatto                 | 06.10.70 |  |  |
|    | Italia (bandiera)   | POR        | Antonino Martino                   | 26.03.87 |  |  |
|    | Italia (bandiera)   | LAT        | Daniele Meli                       | 02.07.85 |  |  |
|    | Italia (bandiera)   | UNI        | Giuseppe Molluso                   | 27.01.72 |  |  |
|    | /                   | DIF        | Patrick Nora                       | 16.05.79 |  |  |
|    | Brasile (bandiera)  | UNI        | Passarinho                         | 17.07.77 |  |  |
|    | Brasile (bandiera)  | LAT        | Rodrigo Vaiz                       | 21.03.87 |  |  |
|    | Paraguay (bandiera) | LAT        | René Villalba                      | 08.07.81 |  |  |
|    | Paraguay (bandiera) | PIV        | Walter Villalba                    | 22.10.77 |  |  |
|    | Italia (bandiera)   | POR        | Maurizio Zema                      | 14.06.84 |  |  |
|    | Paraguay (bandiera) | Allenatore | Adolfo Ruiz Díaz                   | --.--.-- |  |  |